# Katarzyna Dudek
Katarzyna Dudek – polska lekarz weterynarii, doktor habilitowany nauk rolniczych, profesor w Państwowym Instytucie Weterynaryjnym – Państwowym Instytucie Badawczym, specjalistka od fizjologii zwierząt.

## Kariera naukowa
W 2003 roku na Akademii Rolniczej w Lublinie uzyskała tytuł lekarza weterynarii. W 2006 roku zoastała zatrudniona w Państwowym Instytucie Weterynaryjnym – Państwowym Instytucie Badawczym. W 2007 roku uzyskała stopień doktora nauk weterynaryjnych na podstawie rozprawy pt. Wpływ lipopolisacharydu na wystąpienie i przebieg gorączki, kształtowanie się tolerancji pirogenowej oraz wskaźniki immunologiczne i zapalne u gołębi, której promotorem był Dariusz Bednarek. W 2019 roku ten sam instytut nadał jej stopień doktora habilitowanego nauk rolniczych na podstawie pracy pt. Badania nad mechanizmami komórkowej i humoralnej odporności u cieląt w przebiegu zakażeń Mycoplasma bovis oraz próby ich kontroli za pośrednictwem eksperymentalnej szczepionki.